# 一叶兜被兰
一叶兜被兰（学名：Ponerorchis cucullata var. cucullata）为兰科小蝶蘭屬的植物，为中国的特有植物。分布在中国大陆的青海、四川、湖北、云南、甘肃、陕西、西藏等地，生长于海拔1,500米至3,600米的地区，多生于山坡林下和灌丛下，目前尚未由人工引种栽培。